# 심정수
심정수 (沈正洙, 1975년 5월 5일 ~ )는 전 KBO 리그 삼성 라이온즈의 외야수이다.

## 생애
1975년 5월 5일 서울특별시 강북구에서 태어났다. 현대 유니콘스 시절이었던 2002년 삼성 라이온즈의 이승엽에 겨우 1개 차이로 뒤져 홈런 2위에 머물렀다. 둘 사이의 열띤 홈런 경쟁은 이듬해인 2003년에도 이어졌지만, 2003년에는 56개 대 53개로 밀렸다. 홈런과 타점 및 득점에서는 뒤졌지만 출루율(0.478)과 장타율(0.720)에서 1위, 타율에서도 0.335로 2위에 오르는 등 이승엽의 성적에 밀리지 않는 활약을 펼쳤다. 2004년 현대 유니콘스의 마지막 우승을 이끈 후 FA 자격을 얻어 삼성 라이온즈에 4년간 계약금 20억 원과 7억 5,000만 원의 연봉 등 4년 간 60억 원의 조건으로 박진만과 함께 이적하였다. 삼성 라이온즈에서는 부상 등으로 예전만한 기량을 보여 주지 못하며 '심봉사'라는 별명을 얻기도 하였으나 2007년에는 데뷔 후 처음으로 홈런왕과 타점왕을 차지했다. 2008년에는 부상으로 시즌 내내 재활하다가, 2008년 12월 17일 현역 은퇴 선언을 하였다.

## 학력
- 서울수유초등학교 졸업
- 청원중학교 졸업
- 동대문상업고등학교 졸업

## 선수 경력

### OB 베어스 &두산 베어스시절
동대문상업고등학교를 졸업하고 1994년 OB 베어스에서 데뷔했다. 1995년부터 김상호와 함께 팀의 중심 타자로 성장하기 시작하였으나, 1996년과 1997년에는 활약이 미비했다.
1998년 김동주, 우즈와 함께 3·4·5번 타선을 구축, 이른바 우동수 트리오라 불리는 두산 베어스의 중심 타선이 되지만 2000년 시즌이 끝난 뒤, 2000년 선수협 파동 사건 이후 2001년 현대 유니콘스 외야수 심재학을 상대로 트레이드되었다.

### 현대 유니콘스시절
심재학을 상대로 트레이드된 후 현대 유니콘스에서는 주로 4번 타자 및 우익수로 출장하였다. 현대 유니콘스에 입단했을 때, 그는 김용달 타격코치로부터 조언을 받아 타격 폼을 바꾸었다. 입단 첫해 2001년 시즌 때는 0.294 타율에 18개의 홈런을 기록하여 준수한 성적을 거두었다.
다음해 2002년 시즌에 홈런이 크게 불어나게 되어, 이승엽과 홈런 경쟁을 벌이는 등 매우 뛰어난 활약을 하였다. 주로 라인드라이브성 홈런보다는 배트 스피드와 힘으로 때리는 포물선형으로 가는 홈런이 많았다. 이러한 성향 때문인지 '이승엽보다 심정수와 대결할 때가 더 힘들다.'고 말하는 투수들도 있었다. 또한, 강견에다가 수비실력도 평균 이상이었고, 여름 기간에는 특히 성적이 좋았던 게 특징이었다. 2002년에 이승엽과의 홈런 경쟁에서 단 1개 차이(이승엽은 47개, 심정수는 46개)로 최다홈런 2위에 그치는데 만족해야했다. 그 다음해 2003년에도 매우 뛰어난 활약을 보여 0.335 타율에 53개 홈런을 기록하여 커리어 하이를 기록했지만, 이승엽과 막판까지 가는 홈런 레이스에서 아쉽게 2위로 시즌을 마쳤다.(그 때 이승엽이 LG 투수 서승화와의 다툼으로 경기 출장 금지를 받았었는데 그 기간에 홈런을 치지 못했던 게 심정수에게는 아쉬웠다.) 하지만 그 해, 역대 최다 득표로 외야수 부문 골든 글러브를 수상하였다.
그러나, 다음해 2004년에 그는 2002년, 2003년에 활약했던 모습과는 달랐다. 라식 수술을 한 이후부터 2004년 시즌 내내 삼진과 병살타 등을 당하는 모습을 보여 크게 부진하였으며, 무릎 부상 때문에 우익수 수비 출장보다 지명타자로 출장하는 경우가 많아졌다. 2003년, 2004년 시즌 때 소속팀 현대 유니콘스에서 2년 연속 한국시리즈 우승을 맛본 뒤, 2004년 오프 시즌 때 FA를 선언하여 삼성 라이온즈로 이적한다.
현대 시절 2001년, 2003년에 롯데 투수 박지철이 던진 공에 얼굴을 맞으면서 그 때 이후로 얼굴 보호 헬멧(일명 '검투사 헬멧')을 착용했다. 이 헬멧은 당시 현대 유니콘스의 프런트로 일하고 있었던 염경엽(현 LG트윈스 감독)이었다.

### 삼성 라이온즈 시절
2004년 시즌이 끝나고, 심정수는 FA를 선언하여 4년 간 60억 원의 조건으로 삼성 라이온즈에 입단한다. 이는 FA를 선언한 야수들 중 최고 금액이었으며, 2013년에 FA를 선언한 포수 강민호가 75억 원으로 경신하게 된다. 2005년에 28홈런, 0.275타율을 때려냈지만, 이 기록은 이승엽과 경쟁했던 시절 때 그 위압감이 느껴졌던 심정수의 모습은 찾아보기 힘들었다. 다음해 2006년 시즌에는 시즌 초반부터 최악의 부진과 무릎 부상이 겹치면서 무릎 수술로 시즌내내 거의 전력 외였으며, 자신에게 있어 프로생활 최악의 불명예 생활을 하게 된다. 그 해 시즌 마지막 경기 즈음에 홈런 1개를 친것이 전부였으며, 그 이외에는 활약한 바가 거의 없었다. 2006년에 최악의 생활을 하게 된 심정수는 재기를 다짐한다. 이듬해인 2007년 2할 5푼 8리 타율에 31홈런을 치며, 드디어 생애 첫 홈런왕에 오른다. 하지만, 2008년 고질적인 무릎 부상으로 시즌 초반부터 제 역할을 하지 못하면서 2군으로 내려가 재활을 하다가, 허리 부상까지 겹쳐 2008년 시즌 후 돌연 은퇴를 선언했다. 당시 영입한 박진만까지 합치면 삼성 구단에서 138억 6천만원을 썼는데, 웬만한 구단의 한 해 운영비와 맞먹는 어마어마한 금액이었지만 삼성 라이온즈에서는 최고액을 써 가며 데려온 심정수마저 기대 이하의 성적에 머물자 이를 계기로 외부 FA 영입 시장에서 발을 뺐고, 자체적으로 경산볼파크에서 선수를 육성하는 쪽으로 방침을 바꾸어 외부 FA를 전혀 영입하지 않고 있다.

## 프로 야구 선수 경력
- OB 베어스
- 두산 베어스
- 현대 유니콘스
- 삼성 라이온즈 : 2004년 FA 계약(4년 총액 60억원/계약금 20억원, 연봉 7억 5천만원, 플러스 옵션 10억원, 마이너스 옵션 10억원)
- 2002년 : 골든 글러브 외야수 부문 수상
- 2003년 : 골든 글러브 외야수 부문 수상
- 2007년 : 홈런왕, 타점왕, 골든 글러브 외야수 부문 수상
- 2008년 12월 17일 : 전격 은퇴 선언

## 주요 기록
| 기록                                 | 날짜      | 소속          | 구장                  | 상대팀    | 상대 투수 | 경기수 | 타석수 | 달성 당시 나이  | 기타                                                                                             | 각주 |
| ------------------------------------ | --------- | ------------- | --------------------- | --------- | --------- | ------ | ------ | --------------- | ------------------------------------------------------------------------------------------------ | ---- |
| 최연소 1,000타점 최소 경기 1,000타점 | 2007.8.17 | 삼성 라이온즈 | 서울종합운동장 야구장 | LG 트윈스 | 봉중근    | 1402   |        | 32세 3개월 12일 | 역대 3번째 1회 1사 1,2루 좌월 3점 홈런 종전 : 장종훈 (32세 11개월 26일) 종전 : 양준혁 (1404경기) |      |

## 통산 기록
| 연 도           | 소 속           | 나 이           | 출 장 | 타 석 | 타 수 | 득 점 | 안 타 | 2 루 타 | 3 루 타 | 홈 런 | 타 점 | 도 루 | 도 실 | 볼 넷 | 삼 진 | 타 율 | 출 루 율 | 장 타 율 | O P S | 루 타 | 병 살 타 | 몸 맞 | 희 타 | 희 플 | 고 4 |
| --------------- | --------------- | --------------- | ----- | ----- | ----- | ----- | ----- | ------- | ------- | ----- | ----- | ----- | ----- | ----- | ----- | ----- | -------- | -------- | ----- | ----- | -------- | ----- | ----- | ----- | ---- |
| 1994            | OB              | 20              | 32    | 66    | 61    | 4     | 10    | 4       | 0       | 3     | 9     | 0     | 0     | 2     | 15    | .164  | .215     | .377     | .592  | 23    | 1        | 2     | 1     | 0     | 0    |
| 1995            | OB              | 21              | 116   | 405   | 362   | 63    | 102   | 19      | 0       | 21    | 59    | 4     | 2     | 29    | 78    | .282  | .344     | .508     | .852  | 184   | 6        | 8     | 1     | 5     | 2    |
| 1996            | OB              | 22              | 107   | 425   | 371   | 51    | 92    | 15      | 3       | 18    | 54    | 4     | 5     | 40    | 85    | .248  | .331     | .450     | .781  | 167   | 5        | 8     | 2     | 4     | 9    |
| 1997            | OB              | 23              | 40    | 145   | 122   | 17    | 30    | 5       | 0       | 5     | 22    | 2     | 1     | 22    | 27    | .246  | .359     | .410     | .769  | 50    | 1        | 0     | 0     | 1     | 2    |
| 1998            | OB              | 24              | 126   | 518   | 477   | 71    | 140   | 29      | 4       | 19    | 73    | 4     | 1     | 34    | 82    | .294  | .346     | .491     | .836  | 234   | 5        | 5     | 0     | 2     | 3    |
| 1999            | 두산            | 25              | 132   | 544   | 480   | 79    | 161   | 35      | 1       | 31    | 110   | 1     | 4     | 53    | 77    | .335  | .408     | .606     | 1.014 | 291   | 17       | 8     | 0     | 3     | 4    |
| 2000            | 두산            | 26              | 126   | 542   | 454   | 75    | 138   | 21      | 2       | 29    | 91    | 3     | 0     | 69    | 67    | .304  | .400     | .551     | .951  | 250   | 12       | 10    | 0     | 9     | 1    |
| 2001            | 현대            | 27              | 107   | 453   | 381   | 67    | 112   | 19      | 1       | 18    | 70    | 8     | 2     | 60    | 75    | .294  | .404     | .491     | .895  | 187   | 11       | 11    | 0     | 1     | 4    |
| 2002            | 현대            | 28              | 133   | 577   | 502   | 101   | 161   | 22      | 1       | 46    | 119   | 2     | 1     | 69    | 114   | .321  | .404     | .643     | 1.047 | 323   | 13       | 3     | 0     | 3     | 10   |
| 2003            | 현대            | 29              | 133   | 601   | 460   | 110   | 154   | 16      | 1       | 53    | 142   | 6     | 2     | 124   | 63    | .335  | .478     | .720     | 1.197 | 331   | 14       | 9     | 0     | 8     | 17   |
| 2004            | 현대            | 30              | 102   | 455   | 367   | 64    | 94    | 14      | 1       | 22    | 78    | 0     | 1     | 75    | 128   | .256  | .385     | .480     | .864  | 176   | 11       | 6     | 0     | 7     | 3    |
| 2005            | 삼성            | 31              | 124   | 528   | 433   | 77    | 119   | 14      | 0       | 28    | 87    | 3     | 2     | 89    | 116   | .275  | .402     | .501     | .903  | 217   | 12       | 4     | 0     | 2     | 4    |
| 2006            | 삼성            | 32              | 26    | 96    | 85    | 8     | 12    | 1       | 0       | 1     | 7     | 0     | 0     | 8     | 22    | .141  | .229     | .188     | .417  | 16    | 3        | 2     | 0     | 1     | 0    |
| 2007            | 삼성            | 33              | 124   | 515   | 427   | 64    | 110   | 17      | 0       | 31    | 101   | 6     | 0     | 83    | 113   | .258  | .381     | .515     | .896  | 220   | 10       | 3     | 0     | 2     | 1    |
| 2008            | 삼성            | 34              | 22    | 88    | 68    | 8     | 16    | 0       | 0       | 3     | 7     | 0     | 1     | 20    | 11    | .235  | .409     | .368     | .777  | 25    | 5        | 0     | 0     | 0     | 0    |
| KBO 통산 : 15년 | KBO 통산 : 15년 | KBO 통산 : 15년 | 1450  | 5958  | 5050  | 859   | 1451  | 231     | 14      | 328   | 1029  | 43    | 22    | 777   | 1073  | .287  | .388     | .533     | .921  | 2694  | 126      | 79    | 4     | 48    | 60   |

- 시즌 기록 중 굵은 글씨는 해당 시즌 최고 기록

## 4회 연속 한국시리즈 우승
심정수는 박진만과 같이 2003년, 2004년 현대 유니콘스 시절과 2005년, 2006년 삼성 라이온즈 시절 총 4회 연속으로 한국시리즈 우승을 경험한 선수이다. 이 기록은 1986년부터 1989년까지 4회 연속 우승한 해태 타이거즈 이후 달성한 기록이다.
이후 삼성 라이온즈가 2011년부터 2014년까지 4회 연속 한국시리즈와 정규시리즈 2015년도에는 정규시리즈 달성을 하였다.

## 기타
은퇴 후 2009년 미국으로 이민갔으며, 세아들 모두 다 야구를 하는데 장남 심종원은 미국 대학 야구팀에서 활약하다가 KBO 드래프트에 도전했지만 어느 구단에도 선택받지 못해 독립구단인 연천 미라클에서 뛰다가 군복무를 마치고 은퇴한뒤 회사원으로 생활한다. 차남 심종현은 샌디에이고 대학교를 졸업하고 2023년 MLB 드래프트 5라운드 전체 148번으로 애리조나 다이아몬드백스에 입단하였다. 삼남 에릭 심도 야구를 하고 있다.